# M49-es autóút (Magyarország)
Az M49-es autóút Románia felé haladva az M3-as autópálya és Csengeren át Szatmárnémeti között teremt új közlekedési kapcsolatot. Az első ütemében kivitelezés alatt lévő és a határ előtti szakaszon tervezett autóút, amelynek építését az M3-as autópálya Vásárosnaményig való 2013-as meghosszabbítása tett lehetővé. Kiépítése két ütemben történik: először az M3 autópályától Ököritófülpösig, majd a majd második ütemben a határmetszéspont rögzítése esetén Csengerig.

## Története
2007-ben már tervezték az M3-as autópálya Vásárosnaményig épülő szakaszától délkeleti irányba vezető M49-es gyorsforgalmi út kialakítását. Az akkori tervek szerint az autóút Őrből indult volna, és két részletben, a Csengersima–Pete magyar−román határátkelőig építették volna ki. A NIF tájékoztatása szerint a beruházást a fejlesztési terv közlekedési operatív programjának (KÖZOP) keretéből valósították volna meg. 2010-ben került sor M49-es autóút első, 28 km-es szakaszát előkészítő megvalósíthatósági tanulmány és környezeti hatásvizsgálat elkészítésére. Akkor első ütemben a 2 × 2 sávos utat 2 × 1 sávos kialakítással tervezték volna meg.

### M3–Ököritófülpös
2018 májusában véglegesedett az első, az M3-as autópályától Ököritófülpösig tartó ütem nyomvonalterve. Ez a 28,2 kilométeres szakasz kétszer két sávos lesz, a 49-es főúttal nagyjából párhuzamosan fut, és része lesz az M3–M49 csomópont is. Az útszakaszon létesítendő jelentősebb műtárgyak: 5 külön szintű csomópont, 3 vasúti felüljáró, 4 csatorna feletti felüljáró. Ezentúl Őrnél 3 kilométernyi, Győrteleknél 4 kilométernyi, Porcsalmánál pedig szintén 4 kilométernyi 2 × 1 sávos bekötőút fog az M49-eshez csatlakozni. Az építési engedélyes tervek elkészítésére az Uvaterv és az Unitef ’83 Konzociuma kapott megbízást 2019 márciusában.
2022 áprilisában közzétették, hogy a szakaszt a Duna Aszfalt Zrt. kivitelezheti nettó 138 milliárd forintért. A négysávos autóút magába foglal négy különszintű csomópontot öt körforgalmi csomóponttal, 22 db műtárgyat, egy kétoldali komplex és egy egyszerű pihenőt és Győrtelek térségében létrejön egy 3,3 km hosszú elkerülő út a 491-es főúttal való kapcsolatként. A munkaterületet 2023 januárjában átadták a kivitelezőnek. 2023 augusztusában az építési és közlekedési miniszter a szakasz 2026 őszi átadását jelentette be.

### Ököritófülpös–Románia
Ezt követően épülhet ki a román határig tartó szakasz, amelynek feltétele a határmetszéspont nemzetközi szerződésben való rögzítése. Itt két változat van, az egyik hosszabb 21 km-es és a Natura 2000 területet nem érintő rövidebb 17 km-es. A 2023 augusztusi bejelentésben a 17,5 km-es szakasz költsége 150-160 milliárd forint, a befejezése 2026 decembere volt.